# 1998 dans la police
Cet article présente les faits marquants de l'année 1998 dans la police.

## Évènements
- Création de la police de proximité française par le gouvernement de Lionel Jospin.